# Dora d'Istria
Dora d'Istria (Bucarest, 22 de enero de 1828, – Florencia, 17 de noviembre de 1888), seudónimo de la duquesa Helena Koltsova-Massalskaya, también conocida en Rumanía por su nombre de nacimiento Elena Ghica, fue una escritora romántica y activista feminista valaquiana de padres rumano-albaneses.

## Biografía
Nació en Bucarest en 1828 como miembro de la familia Ghica; hija de Mihai Ghica y sobrina del Príncipe reinante de Valaquia Grigore IV Ghica. Recibió una educación esmerada que continuó en el extranjero - primero en Dresde, luego Viena y Venecia, y finalmente en Berlín donde dio una muestra de su maestría en griego antiguo al geógrafo naturalista alemán Alexander von Humboldt.
Regresó a su país en 1849 y se casó con el duque ruso Alexander Koltsov-Massalski, convirtiéndose en la duquesa Helena Koltsova-Massalskaya. Vivieron varios años en Rusia, sobre todo en San Petersburgo, pero Dora nunca compartió el nacionalismo ruso de su marido o los prejuicios de la iglesia ortodoxa del Tribunal del despótico Emperador Nicolás I. Cuando su salud se deterioró con el clima ruso, se trasladó con su marido a Europa Central. Primero vivieron en Suiza durante varios años y posteriormente viajaron a Grecia y Anatolia. Finalmente regresó a Italia y vivió en una villa en Florencia, mientras ocasionalmente viajaba a Francia, Irlanda y Estados Unidos.
En 1855 se tiene constancia de sus primeros trabajos publicados sobre todo en francés bajo el seudónimo de d'Istria. Publicó diversos trabajos mostrando no solamente su dominio de los idiomas rumano, italiano, alemán, francés, latín, griego antiguo y moderno, y ruso, y también su conocimiento de temas científicos, su mirada liberal en temas religiosos y políticos, así como su talento para exponer sus argumentos. Tenía una mirada cosmopolita del mundo, se esforzó para trasladar el conocimiento, recursos y tecnología disponibles en Europa Occidental a Europa Oriental y trabajó en favor de la emancipación de la mujer.
Falleció en Florencia en 1888.

## En la cultura
Su primer trabajo fue La vie monastique dans l'Église orientale ("Vida Monástica en la Iglesia Oriental") (Bruselas 1855; 2.ed. París 1858), en el que pedía abolir las órdenes monásticas. Siguió La Suisse allemande ("Suiza alemana") (Ginebra 1856, 4 v.; en alemán, 2. ed., Zúrich 1860, 3 v.), una descripción de Suiza y su población con un pasaje describiendo el ascensor a la montaña Mönch.
En Les femmes en Orient ("Mujeres en el Oriente") (Zúrich 1859, 2 v.) escribió sobre la emancipación de mujeres en el Levante mediterráneo; en Des femmes, par une femme ("Sobre Mujeres, por una Mujer") (2. ed., Bruselas 1869, 2 v.) comparaba la situación de mujeres en Europa latina con las de Alemania y reclamaba con contundencia la igualdad de trato entre hombres y mujeres. Antes publicó Excursions en Roumélie et en Morée ("Excursiones en Rumelia y Morea") (Zúrich 1863, 2 v.) defendiendo que la Alemania del siglo XIX tenía la misma tarea civilizadora que la Grecia Antigua.
Entre sus obras de narrativa se encuentran Au bord des lacs helvétiques ("Navegando los lagos suizos") (Ginebra 1861), las novelas Fylétia e Arbenoré prèj Kanekate laoshima (Livorno 1867) y Gli Albanesi en Rumenia, una historia de su propia familia los duques de Ghica del siglo XVII al siglo XIX (2. ed., Florencia 1873), y La poésie des Ottomans (2. ed., París 1877), así como numerosos textos de historia literaria, poética, temas sociales, políticos y religiosos políticas, historia, arte publicados en reconocidas revistas francesas como Revue des deux mondes, belgas Libre Recherche, e italianas Diritto, Antologia nuova, Rivista europea además de varias revistas suizas, griegas, rumanas y estadounidenses.
D'Istria también fue pintora. Fue miembro de varias sociedades eruditas, entre ellas la Accademia Nazionale dei Lincei; y fue nombrada ciudadana honoraria por el parlamento griego y varias ciudades italianas.
También era aficionada al alpinismo, siendo una de las primeras mujeres que subieron al Mont Blanc el 1 de junio de 1860 realizando una descripción de su ascenso al Mönch en La Suisse allemande.

## Obra

### Algunas publicaciones
- La vie monastique dans l’église orientale. Paris: Cherbuliez, 1855.
- La Suisse allemande, 1856.
- Les femmes en Orient. 1: La Peninsule orientale. Zúrich: Meyer et Zeller, 1859.
- Les femmes en Orient. 2: La Russie. Zúrich: Meyer et Zeller, 1860.
- Die deutsche Schweiz. Land, Volk und Geschichte. Zürich: 1860 (1ª ed. 1856, 3 v.)
- Au bord des lacs helvétiques (Żeglując po szwajcarskich jeziorach) 1861.
- Une rencontre de voyage. Souvenirs de la Suisse ital. Paris: 1861.
- Excursions en Roumélie et en Marée. Zürich; Paris, 1863 (2 v.)
- Des femmes par une femme. Paris; Leipzig [usw.]: Lacroix & Verboeckhoven, 1865.
- Fylétia e Arberaré prèj Kanekate laoshima. En kethyeme ne Shkjipe Perèi D(imitri) C(amarda). Livorno: P. Vannini, 1867.
- Gli Albanesi in Rumenia. Storia dei principi Ghika nei secoli XVII, XVIII et XIX. Traduzione dal francese di B(artolomeo) Cecchetti. Firenze: Tip. editr. dell’Associazione, 1873.
- La poésie des Ottomans. Paris: 1877 (2ª ed.)